# Patrick Wolf (austriacki piłkarz)
Patrick Wolf (ur. 4 maja 1981 w Grazu) – austriacki piłkarz, grający na pozycji pomocnika.

## Kariera klubowa
Wolf profesjonalną karierę rozpoczął w klubie FC Gratkorn, z którym w sezonie 2003−2004 wywalczył awans do austriackiej drugiej ligi. W 2005 roku przeniósł się do SV Ried. Nie potrafił na stałe wywalczyć sobie miejsca w tym klubie, dlatego też wiosną 2007 roku trafił do FC Kärnten, a kilka miesięcy później zasilił zespół Austria Kärnten. Zimą 2009 roku trafił do Wiener Neustadt, z którym kilka miesięcy później wywalczył awans do austriackiej ekstraklasy. Dwa lata później trafił do Sturmu Graz, w którym, z roczną przerwą w sezonie 2012-13 na grę w drugoligowym Kapfenberger SV.

## Kariera reprezentacyjna
W reprezentacji Austrii zadebiutował 3 marca 2010 roku w towarzyskim meczu przeciwko Danii. Na boisku pojawił się w 63 minucie meczu.
| Mecze i gole w reprezentacji | Mecze i gole w reprezentacji | Mecze i gole w reprezentacji      | Mecze i gole w reprezentacji | Mecze i gole w reprezentacji | Mecze i gole w reprezentacji | Mecze i gole w reprezentacji |
| #                            | Data                         | Stadion                           | Rywal                        | Wynik                        | Gol                          | Rozgrywki                    |
| 2010                         | 2010                         | 2010                              | 2010                         | 2010                         | 2010                         | 2010                         |
| ---------------------------- | ---------------------------- | --------------------------------- | ---------------------------- | ---------------------------- | ---------------------------- | ---------------------------- |
| 1.                           | 03.03.2010                   | Wiedeń, Austria                   | Dania                        | 2:1                          | 0                            | towarzyski                   |
| 2.                           | 11.08.2010                   | Klagenfurt am Wörthersee, Austria | Szwajcaria                   | 0:1                          | 0                            | towarzyski                   |